# Zafrona belkisae
Zafrona belkisae is een slakkensoort uit de familie van de Columbellidae. De wetenschappelijke naam van de soort is voor het eerst geldig gepubliceerd in 2007 door Espinosa & Ortea.